# Aparcabicicletes

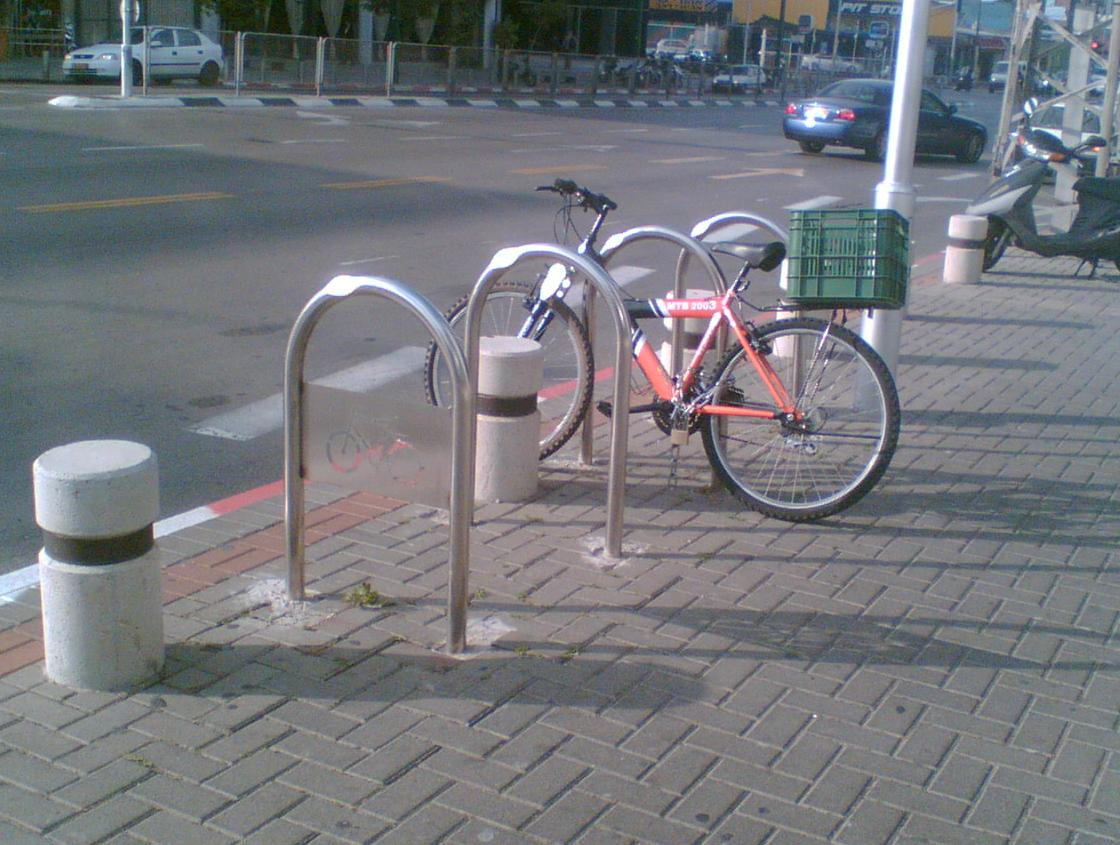
Aparcabicis

Un  aparcabicicletes o aparcabicis, és un dispositiu per a subjectar bicicletes de manera segura en la via pública per evitar robatoris. Aquest element forma part del conjunt del mobiliari urbà d'una ciutat. Alguns estan col·locats en la via pública solts i altres encastats al terra, edifici o un altre objecte immòbil.
Els aparcabicicletes generalment estan construïts de materials forts i resistents. Alguns són de ferro galvanitzat o acer inoxidable, amb la possibilitat d'instal·lació mitjançant encastament o per collaret mitjançant tacs metàl·lics. Aquests elements poden ser individuals o varis d'ells agrupats en una sola estructura, formant una sèrie o filera per aparcar més d'una bicicleta simultàniament.
La visibilitat dels aparcabicicletes, una separació adequada entre aparcaments d'automòbils i circulació de vianants, protecció davant les inclemències del temps, i la proximitat a les destinacions són factors importants per determinar la utilitat d'un aparcabicis. Aquests factors ajudaran a augmentar el seu ús, i assegurar als ciclistes la seguretat de la seua bicicleta aparcada.